# Bataille du lac Buir
La bataille du lac Buir oppose les troupes chinoises de la Dynastie Ming aux forces mongoles de la Dynastie Yuan du nord, en 1388. L'armée Ming est commandée par le général Lan Yu, qui a entrepris une campagne militaire contre Togustemur, le khan mongol des Yuan du Nord. L'armée Ming trouve et vainc la horde mongole au lac Buir, capturant un grand nombre de Mongols.

## Situation avant le conflit
En 1387, l'empereur Ming Hongwu donne l'ordre d'organiser une campagne militaire contre le commandant mongol Naghachu et la horde Uriankhai. Cette campagne s’achève par la reddition de Naghachu et de sa horde, ce qui incite l'empereur Hongwu à pousser son avantage. En décembre 1387, il ordonne au général Lan Yu, le vainqueur de Naghachu, de prendre le commandement d'une nouvelle armée et de lancer une nouvelle campagne militaire, cette fois-ci contre le khan mongol Togustemur.

## Déroulement de la bataille
Conformément aux ordres d'Hongwu, Lan Yu lève une armée forte de 150 000 soldats et part en campagne contre les Mongols,,.
Lan Yu et son armée franchissent la Grande Muraille et marchent vers le nord, jusqu'à Ta-ning, puis Chi'ng-chou, où ils sont informés par des espions que Togustemur a établi son campement près du lac Buir. L'armée Ming se met donc en marche vers le nord et traverse le désert de Gobi,,, pour finalement atteindre le lac Buir,. Mais, après cette marche harassante, Il n'y a toujours aucune trace des Mongols, alors que les soldats chinois sont arrivés à moins de 40 lis du lac Buir. Découragé Lan Yu semble sur le point d'abandonner, mais son subordonné, le général Wang Pi (marquis de Tingyüan), lui rappelle qu'il serait idiot de revenir avec une si grande armée sans avoir rien fait. Lan décide donc de poursuivre les recherches et l'armée Ming finit par découvrir que la horde mongole se trouve au nord-est du lac Buir. Pour éviter d'être repérées, les troupes chinoises s'approchent de leurs ennemis dissimulées par l'obscurité et une tempête de sable. Le 18 mai 1388, près du lac Buir, l'armée Ming lance une attaque surprise contre la horde mongole, qui est prise au dépourvu. La bataille s’achève par la capture de nombreux Mongols par les Ming, mais Togustemur réussit à s'échapper,,.

## Conséquences
La victoire des Ming lors de cette bataille leur ouvre la route de Karakorum, la capitale des Mongols, qui est prise et rasée. Lorsqu'il est mis au courant du résultat des combats, l'empereur Hongwu fait publier une proclamation louant Lan Yu et le comparant au célèbre général Wei Qing des Han. Lan Yu reçoit le titre de duc de Liang avec une allocation de 3 000 shi, et le titre honorifique de Grand Tuteur (Daifu) pour ses succès militaires. Six des subordonnés de Lan Yu reçoivent un titre de marquis, tandis que les autres officiers et soldats reçoivent de généreuses récompenses.
Selon Langlois (1998), les Ming auraient capturé 100 membres de la famille de Togustemur, y compris Ti-pao-nu, le fils cadet de Togustemur, 3 000 princes et leurs subordonnés, 77 000 hommes et femmes du camp, divers sceaux impériaux et 150 000 animaux domestiques. Par contre, Togustemur et son fils aîné T'ien-pao-nu ont réussi à s'échapper. Pour Dreyer (1982), par contre, les Ming auraient capturé 3000 notables, 70 000 Mongols non nobles, de nombreux animaux domestiques, le prince héritier mongol et son jeune frère. Selon lui, seul Togustemur aurait réussi à s'échapper. Enfin, Tsai (2001) donne encore un autre bilan. Il pense que les Ming ont capturé le deuxième fils de Togustemur, le général Qarajang, des centaines de milliers de Mongols et leur bétail, mais que Togustemur et le prince héritier ont réussi à s'échapper.
Là ou tous sont d'accord, c'est que dans sa fuite devant l'armée Ming, Togustemur arrive finalement au fleuve Toula, où il est assassiné par le chef mongol Yesüder.